# Кочетов, Владимир Иоакимович
Влади́мир Иоаки́мович (Акимович) Ко́четов (1818—1893) — русский учёный в области сельского хозяйства, заслуженный профессор, декан физико-математического факультета и ректор Харьковского университета; тайный советник.

## Биография
Родился 20 апреля (2 мая) 1820 года в семье протоиерея Иоакима Семёновича Кочетова.
В 1842 году, после окончания II-го отделения философского факультета Санкт-Петербургского университета (по разряду математических наук) со степенью кандидата, был командирован за границу для изучения теории сельского хозяйства. По возвращении в 1846 году был назначен на должность адъюнкта на кафедру сельского хозяйства и лесоводства Харьковского университета. В 1847—1848 годах исполнял обязанности секретаря физико-математического факультета. В 1848 году защитил магистерскую диссертацию «Обозрение начал, на которых основываются способы улучшения пород домашних животных».
Экстраординарный профессор с 1849 года; ординарный профессор с 1854 года; заслуженный профессор Харьковского университета с 1868 года. С января 1862 года — декан физико-математического факультета. С 17 апреля 1863 года — действительный статский советник.
В течение нескольких лет, с сентября 1862 года по 1872 год, был ректором Харьковского университета. С 1872 года — почётный член Харьковского университета и тайный советник.
После выхода в отставку продолжал активное участие в деятельности Харьковского сельскохозяйственного общества; он — один из его учредителей и первый председатель; в 1883 году общество избрало его своим почётным членом. В. А. Кочетов — один из организаторов второго Всероссийского сельскохозяйственного съезда в Харькове в 1872 году; в 1880 году активно участвовал во второй Харьковской сельскохозяйственной выставке.
Награждён орденами: Святой Анны 1-й (1871) и 2-й (1860) степеней, Святого Станислава 1-й (1868) и 2-й (1856) степеней и Святого Владимира 3-й степени (1865).
Умер 6 (18) октября 1893 года. Был похоронен в селе Малая Даниловка Харьковского уезда.